# TikTok Awards 2021
A 1.ª edição do TikTok Awards foi realizada em 15 de dezembro de 2021 no Teatro Alfa, em São Paulo. A cerimônia foi transmitida ao vivo no perfil do TikTok Brasil, e foi apresentada por Sabrina Sato. A cerimônia premiou criadores de conteúdo da plataforma. Os indicados foram revelados em 29 de novembro de 2021.

## Apresentações
| Artista(s)    | Canção                  |
| ------------- | ----------------------- |
| Ludmilla      | "Socadona" "Joga Duro"  |
| Marina Sena   | "Por Supuesto" Me Toca" |
| Gloria Groove | "A Queda"               |

## Vencedores e indicados
Os vencedores estão listados em negrito.
|  | Indica o ganhador dentro de cada categoria. |

| Entregou Tudo na For You | Vídeo do Ano, Check |
| --- | --- |
| - Bárbara Coura - Jügoa - Pk - Jess Bonfioli - Raphael Vicente - Ruivinha de Marte - Andressah Catty - Matheus Costa - Camilla de Lucas - Ramana Borba - Vanessa Lopes - Camila Pudim - Fefe - Marcela Montellato - Rebeca Barreto - Pequena Lo - Diego - Vittor Fernando - Isaías, @isaias; - Mathy Lemoss                                                                                           | - Mada e Bica - Julia Reis - Lucas Mariano - Franklin Medrado - Lucas Cunha - Rebeca Andrade - Vovôs TikTokers - Abud - Jügoa - Orlandinho O Rei do Piseiro           |
| Hit do Ano | #AprendaNoTikTok |
| - "Nada Contra (Ciúme)" – Clarissa - "Bipolar" – MC Don Juan, MC Davi e MC Pedrinho - "MDS" – Kawe e Lele JP - "Tipo Gin" – Kevin o Chris - "Não, Não Vou" – Mari Fernandez - "Apaga Luz, Apaga Tudo" – Mc Topre, DJ TS e DJ Duarte - "Passinho Debochado" – Dan Ventura - "Coração Cachorro" – Ávine Vinny e Matheus Fernandes - "Liberdade" – DJ GBR, Alok e MC Don Juan - "Galopa" – Pedro Sampaio | - Ana Cristina - Tiago Valente - Patrick - Mr Bean da Matemática - Kananda Eller                                                                                      |
| Rindo até 2022 | Chegou Brilhando |
| - Thallysson Borges - João Ferdnan - Jandson - Julia Rossi - Keira | - Ary Fontoura - Lázaro Ramos - Mariana Xavier - Maisa - Larissa Manoela                                                                                              |
| Joga y joga | Profissão: Gamer |
| - Raquel Freestyle - Lucas Freestyle - Dida Footz - Daniel Braune - Wanderson Silva | - Pedro Caxa - Nala - Gabi e Mari - David Bertassi - Tiago Leifert |
| Eu Não Nasci, Eu Estreei | Hitou no TikTok |
| - Ananda - Mari Fernandez - Marina Sena - João Gomes - Marcynho Sensação | - Ruivinha de Marte - Péricles - Luísa Sonza - Grupo Menos é Mais - Lucas Silveira (Fresno)                                                                           |
| Credo, Que Delícia | Trava na Beleza |
| - Bia - Debora Gomes - Thallita Xavier - Patrício Carvalho - Gabriel Bernardes | - Arthur Freixo - Mirella Qualha - Amanda Pieroni - Marco - Verenaf                                                                                                   |
| Resenha de Viagem | POV |
| - Amandinha - Laís e Renan - Marina e Michel - Daniel - Marcos Vaz | - Anna Luiza - Nic - Jotta - Nicolas Avansini - Nayuriabe |
| Dueta Comigo | Deu Show |
| - "React dança Virginia" com Vitu Channel e Vanessa Lopes - "Underêrê Jazz" com Andressah Catty, Erika Affonso, Vitor Torres e Zac Rose - "Genro Bonito" com Lucca e Julie Mendes - "Como chama isso na sua cidade?" com Lua Magalhães e Clarito - "Gkay reage a palavras difíceis" com Gkay e Cyan Marie                                                                                             | - MC Nau - Gabriel Zoldan - Manu Della Monica - Vitor Torres - Jordan e Mel                                                                                           |
| Nunca foi Coadjuvante | Good Video Well Played |
| - Dona Maria (mãe de Pk) - Seu Zé (pai de Matheus Costa) - Família de Raphael Vicente - Seu Boinha (pai de Francisco Garcia) - Lucas (noivo de Yasmin Castilho) | - "Gaming Culture Free Fire" com Bruno PH - "Meu setup gamer" com Tiago Leifert - "Gameplay COD" com Vieira - "Head Kill" com Ninext - "Gameplay Free Fire" com Cerol |
| Fofoca? Aceito | Pet do Ano |
| - John Bin - Matheus Baldi - Vitor Guergui - Nikita - Mari | - Malcom - Gudan, o Husky Cinzento - Mada e Bica - Kiliquinha - JansenGato                                                                                            |
| Musa das Trends | |
| - Virginia Fonseca | |